# Helmut Reichling
Helmut Reichling (* 1952 in Zweibrücken) ist ein deutscher Politiker (CDU) und Hochschulprofessor. Von 2004 bis 2012 war er Oberbürgermeister von Zweibrücken.

## Leben
Helmut Reichling studierte Rechtswissenschaft, Psychologie und Betriebswirtschaft an den Universitäten von Saarbrücken, Boston, Aix en Provence und Venedig. Nach dem Studium war er Wissenschaftlicher Mitarbeiter am Institut für empirische Wirtschaftsförderung in Saarbrücken. Anschließend arbeitete er unter anderem als Direktionsassistent der Stahlwerke Röchling-Burbach, Geschäftsleitungsassistent bei Zahn & Noppen in Stuttgart sowie bei Otto Wolff von Amerongen. Er wurde Prokurist der Otto Wolff Stahlhandels GmbH.
1981 übernahm er die Leitung des Familienunternehmens Stahlgroßhandelsbetrieb Weinmann & Co KG, das er bis zum 31. März 2018 als alleiniger Inhaber führte. Der Firmensitz zog 2015 nach Waldmohr. Am 1. April 2018 wurde das Unternehmen von der Chr. Ufer GmbH in Landau übernommen, nachdem kein Firmenerbe gefunden wurde und Reichling mit 66 aus dem Geschäftsleben ausscheiden wollte.
1994 wurde Reichling als Professor an die neu eingerichtete Fachhochschule Zweibrücken, einen Campus der Hochschule Kaiserslautern berufen. Sein Lehrgebiet ist Betriebswirtschaftslehre.
Seit 2020 ist er nicht mehr in dieser Position tätig, da er in den Ruhestand gegangen ist. 

## Politische Karriere
Bei der Oberbürgermeisterwahl 2003 in Zweibrücken trat er als Einzelbewerber an und erreichte mit 68 Prozent im ersten Wahlgang die absolute Mehrheit. Er ist jedoch Mitglied der CDU. 2011 trat er ein weiteres Mal an, verlor jedoch im ersten Wahlgang gegen seinen Nachfolger Kurt Pirmann von der SPD. Er war damit der erste und bisher einzige Oberbürgermeister der Stadt, der von den Bürgern nicht wiedergewählt wurde.

## Publikationen

### Eigene Publikationen
- Selbständigkeit als unternehmerisches Ziel im mittelständischen Handel. Saarbrücken: Universität des Saarlandes. Abteilung Rechts- und Wirtschaftswissenschaften 1978. (Dissertation)
- Null-Bock oder ohne Zweibrücken gäb's kein Bockbier. Zweibrücken/Homburg: Selbstverlag 1985. (Broschüre)

### Herausgeber
- Fusionen von Banken und Versicherungen. Zusammen mit Günter Kürble. Karlsruhe: VVW (Zweibrücker Reihe) 2004. ISBN 978-3899521177
- Marc Piazolo: Statistik für Wirtschaftswissenschaftler: Daten sinnvoll aufbereiten, analysieren und interpretieren. Zusammen mit Gunter Kürble. Karlsruhe: VVW (Zweibrücker Reihe) 2011. ISBN 978-3899524765